# 日東紡績
日東紡績株式会社（にっとうぼうせき）は、日本の繊維メーカー。1923年（大正12年）4月1日に福島紡織（1918年（大正7年）設立の旧福島精練製糸）と片倉製糸岩代紡績所（1898年（明治31年）設立の旧郡山絹糸紡績）が統合して創立された。商標は「火山印」。
1933年（昭和8年）には日本で初めて自社技術によるステープル・ファイバー（スフ）の工業化に成功した。また、1938年（昭和13年）には世界初のグラスファイバーの工業化と日本初のロックウールの工業化にも成功した。
かつては綿紡績の大手として日本十大紡績会社（十大紡）の一角を占めていたが、繊維事業は縮小の傾向にあり、現在では売上高の8割を非繊維事業が占めている。無機材料の高温溶融による繊維化の分野で高い技術力を持ち、ガラス繊維は国内トップレベルのシェアを誇る。これらの理由から、現在では証券取引所における所属業種が、繊維からガラス・土石製品に変更されている。

## 沿革
- 1918年（大正7年） - 滋賀県坂田郡長濱町出身の安藤與惣次郎（中合創業家）が資本金50万円で福島市清明町に福島精練製糸株式会社設立。
- 1919年（大正8年） - 福島紡織株式会社に改称。
- 1923年（大正12年） - 片倉製糸紡績株式会社岩代紡績所を買収し、日東紡績株式会社に改称　社長に片倉三平就任。
- 1938年（昭和13年） - 日本で初めてロックウールの製造を開始。同年、日本で初めてガラス繊維の製造方法を完成。
- 1949年（昭和24年） - 日本で初めてグラスウールの製造を開始。
- 1997年（平成9年） - ニットービバレッジ株式会社を設立し、飲料事業を開始。
- 2023年（令和5年） - ニットービバレッジ株式会社全株式をライフドリンク カンパニーへ譲渡[4][5][6]。

## 事業所
- 本社（東京都千代田区麹町2-4-1）
- 本店（福島県福島市郷野目字東1）
- 大阪支店（大阪市中央区）
- 名古屋支店（名古屋市中区）
- 福島工場・福島第2工場（福島県福島市）
- 富久山事業センター（福島県郡山市）
- 泊事業センター（富山県下新川郡朝日町）
- 伊丹生産センター（兵庫県伊丹市）
- サテライト・ラボ（日東紡NI-Tech）（神奈川県川崎市川崎区）

## 発祥之碑
郡山絹糸紡績株式会社の紡績工場（郡山市麓山）は日東紡績の郡山工場となり、1957年（昭和32年）に日東紡社友会が敷地内に「日東紡発祥之碑」を建立した。その後、同工場は1991年（平成2年）8月に操業を終了し、跡地は郡山市に売却されて21世紀記念公園麓山の杜として整備された。石碑は移設され、日東紡富久山事業センター内に保管されていたが、2023年（令和5年）の日東紡績株式会社創立100周年記念事業の一環で郡山市に寄贈され、産業史を追想するモニュメントとして創業の地に当たる同公園内に再度移設されることになった。
また郡山絹糸紡績が安積疏水に建設した沼上水力発電所は、日本遺産（未来を拓いた「一本の水路」）のひとつに指定されている。